# Miskolczi Julianna
Miskolczi Julianna (Vác, 1983. november 22. –) Európa-bajnok magyar sportlövő. Lánya, Dombi Emma utánpótláskorú sportlövő, 
aki a 2025-ös tallinni U16-os Európa-bajnokságon a légpuskások között egy aranyérmet és két-két ezüst- és bronzérmet szerzett.

## Sportpályafutása
1996-ban kezdett a sportlövészettel foglalkozni. 2000-ben a junior légfegyveres Európa-bajnokságon egyéniben 17., csapatban ötödik volt. A következő évben a junior légfegyveres Eb-n kisöbü sportpuska összetettben 31. helyen végzett, csapatban 12 volt. Légpuskával a 2002-es junior világbajnokságon egyéniben 49., csapatban 12., a junior Eb-n egyéniben 32., csapatban nyolcadik lett. A 2003-as junior sportlövő Eb-n a kisöbű sportpuska fekvő versenyszámában 53., összetettben 38. lett. Csapatban mindkét számban 11. volt. A junior légfegyveres Eb-n egyéniben 26. helyezést, csapatban ezüstérmet szerzett. A 2005-ös felnőtt légfegyveres Eb-n egyéniben negyedik, csapatban hetedik lett. Az év végén a legjobb magyar sportlövőnek választották. 2006-ban légpuskával az Eb-n egyéniben 47., csapatban 13. volt. A világbajnokságon 21. és hetedik. 2007-ben légpuskával az Európa-bajnokságon egyéniben 24., csapatban 13. lett.
A 2009-es Európa-bajnokságon 13. helyen végzett. 2010-ben a világbajnokságon légpuskával 43., csapatban 13. volt. A 2011-es légyfegyveres Európa-bajnokságon 52. lett. 2013-ban légpuskával 48. helyezést szerzett az Európa-bajnokságon. 2014-ben légpuska Európa-bajnokságot nyert, csapatban nyolcadik volt. A világbajnokságon egyéniben 63., csapatban 15. helyen végzett. 2015-ben a légpuska Európa-bajnokságon egyéniben 37., csapatban a 11. helyen zárt. A 2015. évi Európa játékokon 27. volt. A sportlövő Európa-bajnokságon sportpuska összetettben 62. lett. 2016-ban az Európa-bajnokságon csapatban első, egyéniben a hetedik helyen végzett. Ezzel olimpiai kvótához jutott.

## Díjai, elismerései
- Az év magyar sportlövője (2005)